# Litogamasus gressitti
Litogamasus gressitti är en spindeldjursart som först beskrevs av Hunter 1970.  Litogamasus gressitti ingår i släktet Litogamasus och familjen Ologamasidae. Inga underarter finns listade i Catalogue of Life.